# Быстряков, Владимир Николаевич
Владимир Николаевич Быстряков (1900 — 1938) — деятель органов государственной безопасности, член тройки НКВД по Марийской АССР.

## Биография
В РККА с 1918, член РКП(б) с 1920.   До 1922 учился на Смоленских курсах среднего командного состава РККА. В марте 1921 участник подавления Кронштадского мятежа. С 1922 в пограничных войсках ГПУ. До 1925 слушатель Ленинградской пограничной школы ОГПУ. С 1925 до 1928 начальник пограничной заставы. С 1928 до 1929 директор Ольшанского лесопромышленного хозяйства в Марийской автономной области. С 1929 до 1930 председатель Исполнительного комитета Ольшанского районного Совета. С 1930 до 1934 заместитель председателя Марийской областной контрольной комиссии ВКП(б), при этом в 1931 слушатель курсов при ЦК ВКП(б). С 1934 до 1935 председатель Марийского областного Союза потребительской кооперации. С 1935 заместитель прокурора Марийской автономной области. В 1937 прокурор Марийской автономной области. До мая 1938 председатель Исполнительного комитета Советов Марийской АССР. 20 мая 1938 арестован НКВД и 27 сентября того же года расстрелян.

### Награды
- орден Красного Знамени, 1922[2].